# 布鲁瓦河

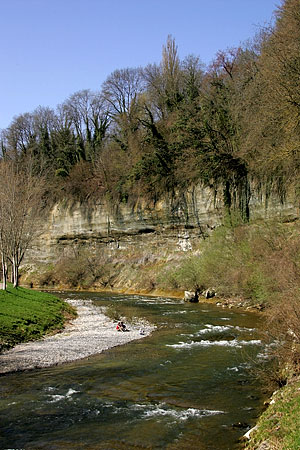

46°58′49″N 7°02′13″E / 46.98038°N 7.03687°E
布鲁瓦河（法語：Broye，法語發音：[bʁwa] ⓘ）是瑞士的河流，位於該國中西部，流經納沙泰爾州、弗里堡州、伯恩州和沃州，河道全長88.9公里，流域面積851平方公里，最終注入納沙泰爾湖。